# باتريك باوتشاو
باتريك باوتشاو هو مغني وكاتب سيناريو وممثل بلجيكي، ولد في 6 ديسمبر 1938 في بلجيكا.

## أعمال

### أفلام
- (1985) فينومينا
- (1985) نظرة إلى قتل[4][5][6]
- (1994) قصة لشبونة
- (2002) غرفة الذعر[7]
- (2004) راي[8]
- (2009) 2012[9][10][11]
- (2012) قتل غرينغو[12]

### مسلسلات
- إيلياس
- كاسل
- هاوس

## وصلات خارجية
- باتريك باوتشاو على موقع IMDb (الإنجليزية)
- باتريك باوتشاو على موقع روتن توميتوز (الإنجليزية)
- باتريك باوتشاو على موقع قاعدة بيانات الأفلام العربية
- باتريك باوتشاو على موقع ألو سيني (الفرنسية)
- باتريك باوتشاو على موقع أول موفي (الإنجليزية)
- باتريك باوتشاو على موقع قاعدة بيانات الأفلام السويدية (السويدية)
- باتريك باوتشاو على موقع إن إن دي بي (الإنجليزية)
- باتريك باوتشاو على موقع ديسكوغز (الإنجليزية)
- باتريك باوتشاو على موقع قاعدة بيانات الفيلم (الإنجليزية)
- باتريك باوتشاو على موقع كينوبويسك (الروسية)